# Olga Tengström
Olga Emilia Constantia Tengström, född 10 maj 1862 i Nya Varvets församling, Göteborg, död 14 maj 1942 i Högalids församling, var en svensk rösträttsaktivist och skolföreståndare. Hon var ordförande i Föreningen för kvinnans politiska rösträtt i Karlshamn från 1908 till 1913 samt skolföreståndare för Uppsala enskilda läroverk samt Karlshamns Elementarläroverk för flickor.